# Микконен, Криста
Криста Йоханна Микконен (фин. Krista Johanna Mikkonen; род. 15 ноября 1972, Хамина, Финляндия) — финский политический и государственный деятель. Член партии «Зелёный союз». Депутат эдускунты (парламента) с 22 апреля 2015 года. В прошлом — министр внутренних дел Финляндии (2021—2023), министр по делам окружающей среды и климата (2019—2021).

## Биография
Родилась 15 ноября 1972 года в Хамине. 
В 1999 году окончила школу в городе Коувола. Затем переехала жить в город Йоэнсуу. В 2003 году окончила Университет Восточной Финляндии, по образованию — биолог, получила степень магистра философии. Училась дважды за границей: в старших классах по обмену во Флориде и в бельгийском Университете Намюра. В 2000—2003 гг. жила в Кении.

## Политическая карьера
В 1997—2000 гг. была членом городского совета Йоэнсуу. На муниципальных выборах 2005 года снова избрана членом городского совета Йоэнсуу. Член правительства города Йоэнсуу в 2005—2012 гг. Член областного совета Северной Карелии в 2009—2012 гг. Заместитель руководителя областного совета Северной Карелии в 2013—2017 гг. Второй заместитель председателя правительства Северной Карелии в 2017—2019 гг.
В 2011—2015 гг. была заместителем председателя партии «Зелёный союз». 
По результатам парламентских выборов 19 апреля 2015 года избрана депутатом эдускунты от избирательного округа Северная Карелия. Второй заместитель председателя фракции с 11 июня 2015 года по 7 сентября 2016 года, председатель фракции с 8 сентября 2016 года по 10 июня 2019 года.
5 июня 2019 года получила портфель министра по делам окружающей среды и климата в кабинете Ринне, 10 декабря — в кабинете Марин.
11 октября 2021 года по предложению Марии Охисало на заседании парламентской группы и партийной делегации избрана министром внутренних дел на время отпуска Марии Охисало (с ноября 2021 года до лета 2022 года). Новым министром по делам окружающей среды и климата стала Эмма Кари. Мария Охисало по возвращении станет министром по делам окружающей среды и климата. 19 ноября 2021 года президент освободил от должности Марию Охисало и назначил Кристу Микконен министром внутренних дел Финляндии. 20 июня 2023 года правительство Марин ушло в отставку.
Баллотировалась на выборах  в Европейский парламент 9 июня 2024 года, но не была избрана.
Член парламентского Финансового комитета (2024, заместитель председателя в 2024 году), член финской делегации в Северном совете с 2023 года, председатель Экологического комитета и член президиума эдускунты с 8 ноября 2024 года. Первый заместитель председателя группы «Зелёный союз» в 2023—2025 годах.

## Личная жизнь
Замужем за Вилле Вуорио (Ville Vuorio), у них трое сыновей.